# ميناء خورفكان

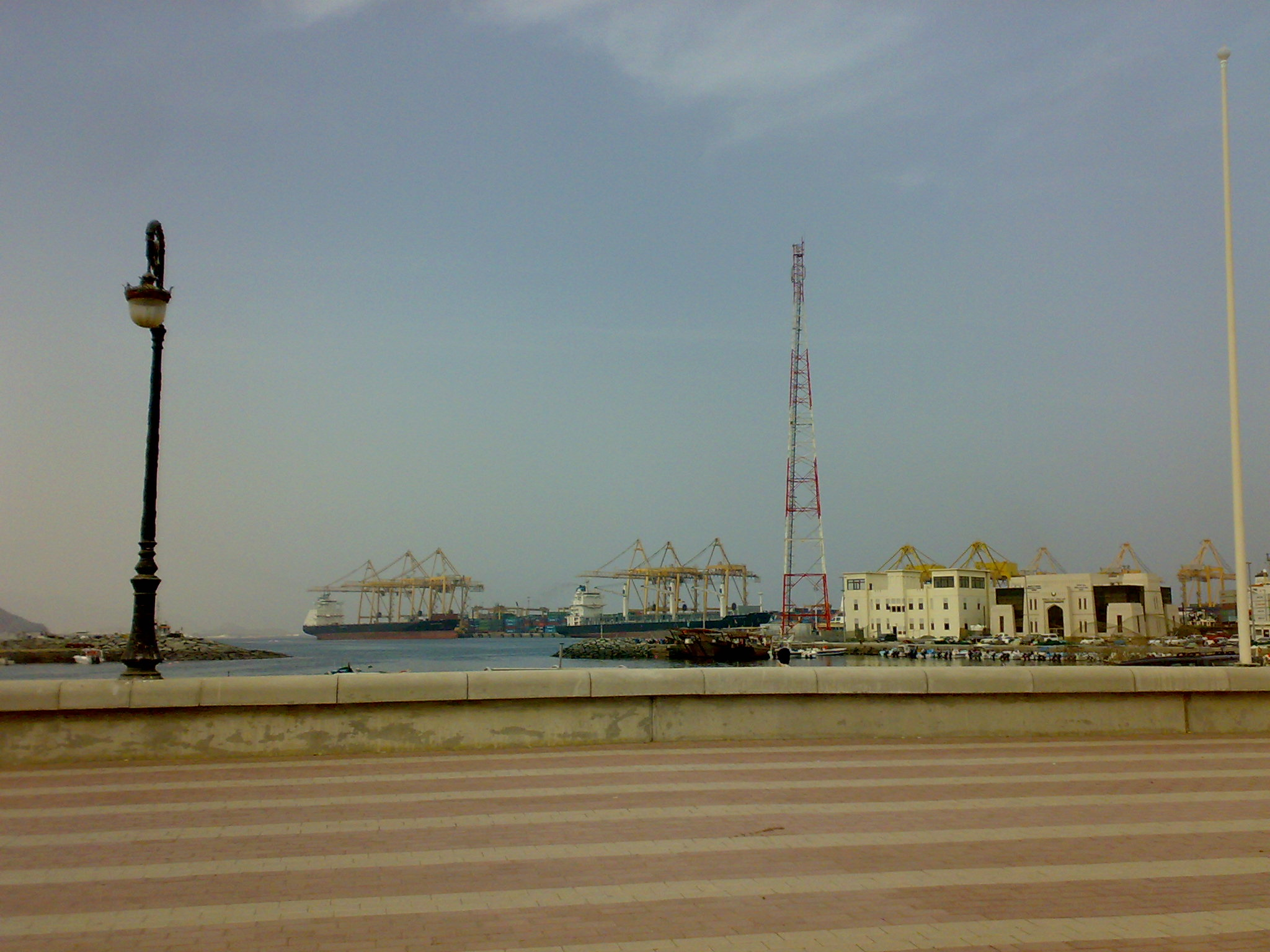
ميناء خورفكان

ميناء خورفكان يقع على خليج عمان وينبع لإمارة الشارقة (والشارقة هي الإمارة الوحيدة التي لها موانئ على كل من الساحلين الشرقي والغربي للدولة)، يأتي إليه السفن لتفريغ الحاويات وله أربع مراسي. تأسس ميناء خورفكان عام 1978 ويمتاز الميناء  بموقعه الاستراتيجي المطل على المحيط الهندي خارج مضيق هرمز ويعتبر مثالياً لحركة الحاويات ونقلها إلى شمال الخليج العربي والبحر الأحمر وشبه القارة الهندية ووجهات شرق إفريقيا. كمايتميز  بقدرته الكبيرة على التخزين بمساحة 450,000 مترمربع، ويتصل الميناء بمستودع حاويات يخدم أسواق الإمارات العربية المتحدة.حيث يعتبر المرفأ:
محطة حاويات عالية الكفاءة على الساحل الشرقي لدولة الإمارات العربية المتحدة، وتتميز بكونها مركز الشحن العابر المثالي لبحر العرب.

## وصلات خارجية
- هيئة موانئ الشارقة